# Meridiano 157 W
O meridiano 157 W é um meridiano que, partindo do Polo Norte, atravessa o Oceano Ártico, América do Norte, Oceano Pacífico, Oceano Antártico, Antártida e chega ao Polo Sul. Forma um círculo máximo com o Meridiano 23 E.
Começando no Polo Norte, o meridiano 157º Oeste tem os seguintes cruzamentos:
| País, território ou mar | Notas                                                  |
| ----------------------- | ------------------------------------------------------ |
| Oceano Ártico           |                                                        |
| Estados Unidos          | Alasca                                                 |
| Oceano Pacífico         |                                                        |
| Estados Unidos          | Ilha Sutwik, Alasca                                    |
| Oceano Pacífico         | Passa a oeste das Ilhas Semidi, Alasca, Estados Unidos |
| Estados Unidos          | Ilha Molokai, Havai                                    |
| Oceano Pacífico         | Canal Kalohi                                           |
| Estados Unidos          | Ilha Lanai, Havai                                      |
| Oceano Pacífico         |                                                        |
| Oceano Antártico        |                                                        |
| Antártida               | Dependência de Ross, reivindicada pela Nova Zelândia   |